# Fu Lu
Fu Lu (chinesisch 符籙 / 符箓, Pinyin fúlù – „Talismane und Register,“) bezeichnet Schriften über Schutzdiagramme („Schutztalisman“) und Verzeichnisse („Namensregister“) zu überirdischen und mystischen Wesen im Daoismus.

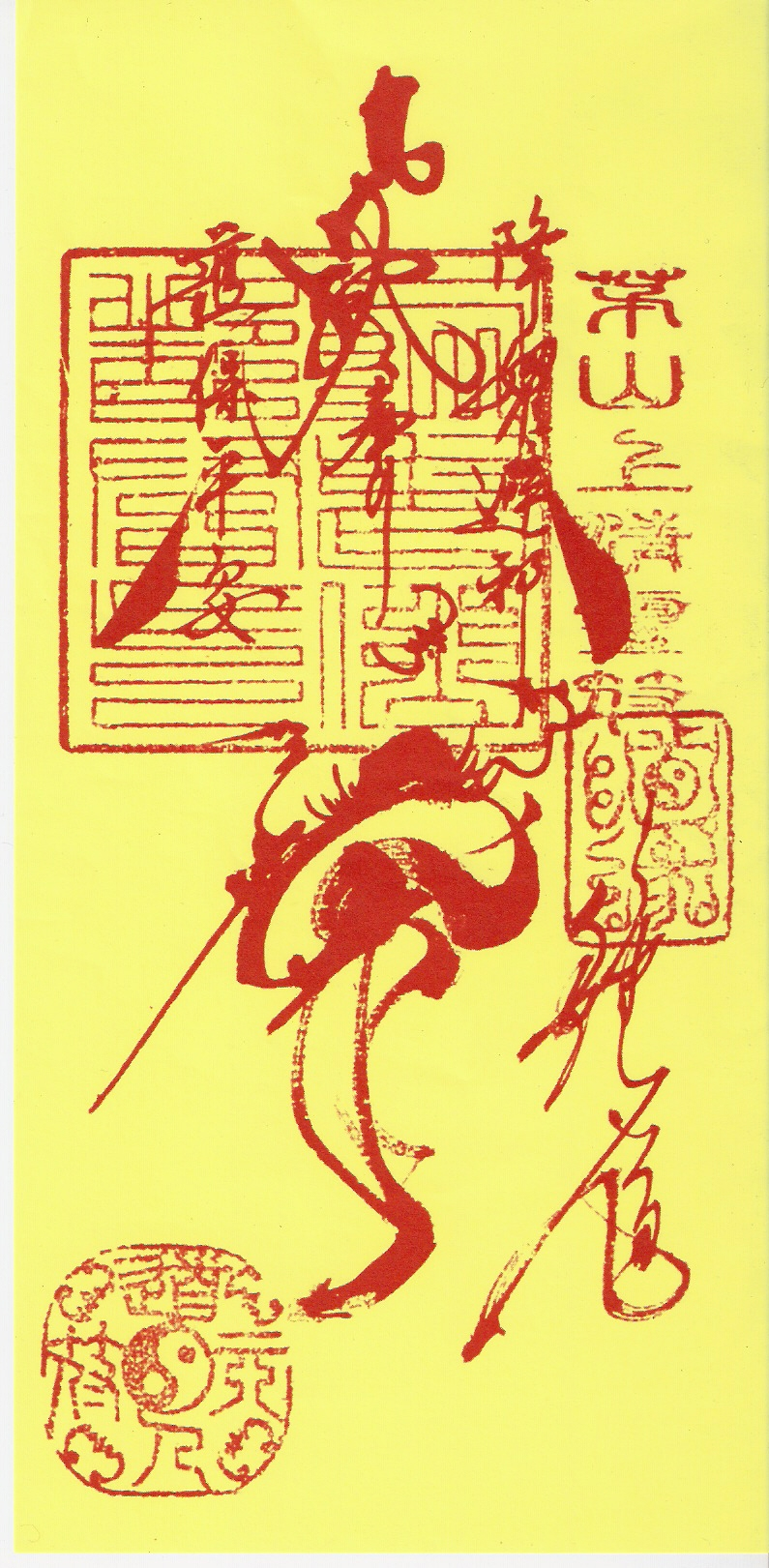
Daoistischer Fu-Talisman

Fu-Talismane sind als Diagramme angelegt, die eine Form des himmlischen oder überirdischen Schreibens darstellen. Fu werden als mächtig angesehen, weil sie eine Entsprechung zu einer Gottheit haben, die den Fu Macht verleiht.
Lu-Register enthalten Namen von Gottheiten, Geistern und Dämonen. Fu-Lu gehören zu den daoistischen Ritualen.

## Fu-Talismane
Die wichtigsten daoistischen Ursprünge der Fu finden sich im Zhengao. Hier werden Fu als uranfängliche Form des Schreibens verstanden, die auf den Ursprung des Kosmos zurückgeführt wird, der mit der Differenzierung des Dao begann. Dieses uranfängliche Schreiben wird nach diesem Text von den höchsten Göttern verwendet und wird durch korrekte Übertragung auch an Menschen verliehen. Fu können nur von Göttern gelesen werden, auch wenn es einige Symbole und Wörter gibt, die identifizierbar sind. Sie werden mit Tinte auf unterschiedliche Materialien geschrieben: Bambus, Holz, Seide, Papier. Sie verleihen Macht über Legionen von Göttern, der äußeren Götter, als auch der Körpergottheiten. Während der daoistischen Rituale werden Fu auch mit einem Schwert, einem Stab oder einem Donnerkeil in die Luft gezeichnet. Danach werden sie durch Atem-Rituale belebt.
Fu werden während der Rituale in verschiedenen Formen verwendet. Die frühen Himmelsmeister schrieben Petitionen, verbrannten Fu und lösten sie in Wasser auf, das dann getrunken wurde, oder der Talisman wurde im Ganzen mit Honig konsumiert. Dies diente Heilungszwecken. Fu werden als Amulette getragen, auch während der Rituale und dienen als Pass, um die Toten aus ihren Erdgefängnissen zu befreien.
Symbolisch beziehen sich Fu auf die Darstellung heiliger Räume und heiliger Zeiten. Sie enthüllen die wahre Form einer Gottheit. Während der daoistischen Meditation dienen Fu dazu, die innere Funktion des Kosmos zu erkennen und mit einer Gottheit in Verbindung zu treten.
Es gibt viele daoistische Schriften, die Fu als Mittelpunkt haben. So z. B. im Lingbao das Lingbao wufu xu, Wupian zhenwen, Wucheng Fu und das Lingbao Suling wenfu des Du Guangting. Darüber hinaus enthalten alle Ritual-Kompendien des Daoismus Anweisungen zur Erschaffung und Verwendung von Fu und Fu-Abbildungen.

## Lu-Register
Lu bezeichnet Register, Listen von Gottheiten und übernatürlichen Gestalten, die einem Adepten des Daoismus übergeben werden, damit dieser über die Götter verfügen kann. Lu bezeichnet ebenfalls eine Identifizierung einer Person in dieser oder einer übernatürlichen Welt. Die frühesten Listen stammen aus einem Grab aus dem Jahr 217 v. Chr. und enthalten Dämonen-Namen. Aus Han-Gräbern sind Listen des Lebens und des Todes bekannt. Lu gehen auf den Glauben zurück, dass Dämonen und Geister beherrscht werden können, indem man ihre Namen hat.
Die ersten Schriften der Himmelsmeister bestanden aus Lu. Die Pflege dieser Listen wurde als wichtig angesehen für die religiösen und gesellschaftlichen Belange dieser Schule. Die Himmelsmeister führten u. a. Register über lebende und verstorbene Personen sowie Hochzeiten. Diese wurden z. B. für Steuererhebungen verwendet. Es wurde angenommen, dass diese Register auch in jenseitigen Welten vorhanden seien, und dass Fehler in der Führung der Register dazu führten, dass in den Heilungs-Riten die Götter nicht wirksam helfen können.
In der späteren Shangqing-Schule hing die Vergöttlichung davon ab, dass der Adept in die himmlischen Register eingetragen war, und die Lingbao-Schule stimmte Rituale zeitlich auf ihre Register ab.
Im Taiping Jing, das aus der Han-Zeit stammt, gab es Register von Missetaten, die die Lebenszeit bestimmten.
In den Ordinationen und Investiturriten der Daoshi wurde es dann Sitte, diesen Register von Schutz-Gottheiten zu übergeben. Bei Erlangung eines höheren Grades erhielt der Daoshi dann weitere Listen. Diese Schutz-Gottheiten wurden visualisiert und in Zaubersprüchen, Petitionen und zu Heilungszwecken angerufen.